# FIBA Europapokal der Landesmeister 1968/69
Die Saison 1968/69 war die 12. Spielzeit des FIBA Europapokal der Landesmeister, der von der FIBA Europa veranstaltet wurde.
Den Titel gewann zum dritten Mal ZSKA Moskau aus der Sowjetunion.

## Modus
An der Endrunde nahmen die 16 Meister der jeweiligen nationalen Liga teil, inklusive Titelverteidiger Real Madrid. Zuerst wurde eine Qualifikation gespielt. Die Sieger der Spielpaarungen wurden in Hin- und Rückspiel ermittelt. Entscheidend war das gesamte Korbverhältnis beider Spiele.
Die Sieger der Spielpaarungen im Achtelfinale, in der Top-8-Gruppenphase, sowie im Halbfinale wurden ebenfalls in Hin- und Rückspiel ermittelt. Das Finale wurde in einem Spiel an einem neutralen Ort ausgetragen.

## 1. Runde (Qualifikation)
|                                 | Gesamt  |                              | Hinspiel | Rückspiel |
| ------------------------------- | ------- | ---------------------------- | -------- | --------- |
| Flamingos Haarlem               | 113:170 | Vorwärts Leipzig             | 70:75    | 43:95     |
| Lourenco Marques 1              | 161:207 | AEK Athen                    | 77:89    | 84:118    |
| Alvik BK                        | 122:149 | MTV Gießen                   | 60:61    | 62:88     |
| Aldershot Warriors              | 103:238 | Real Madrid                  | 59:103   | 44:135    |
| BBC Black Star Mersch           | 104:221 | Oransoda Pallacanestro Cantù | 51:97    | 53:124    |
| EK Engelmann Wien               | 145:160 | Dinamo Bukarest              | 88:75    | 57:85     |
| Tapion Honka                    | 156:180 | Standard Lüttich BC          | 74:81    | 82:99     |
| Hornets BC Edinburgh            | 123:194 | ASVEL Lyon                   | 76:81    | 47:113    |
| Technische Universität Istanbul | 147:139 | GTS Wisła Krakau             | 91:70    | 56:69     |

## Teilnehmer an der Endrunde
| Teilnehmer       | Teilnehmer | Teilnehmer                      |
| Land             | Anzahl     | Mannschaften                    |
| ---------------- | ---------- | ------------------------------- |
| Albanien         | 1          | KS Partizani Tirana             |
| Belgien          | 1          | Standard Lüttich BC             |
| Bulgarien        | 1          | Akademik Sofia                  |
| BR Deutschland   | 1          | MTV Gießen                      |
| DDR              | 1          | Vorwärts Leipzig                |
| Frankreich       | 1          | ASVEL Lyon                      |
| Griechenland     | 1          | AEK Athen                       |
| Israel           | 1          | Maccabi Tel Aviv                |
| Jugoslawien      | 1          | KK Zadar                        |
| Italien          | 1          | Oransoda Pallacanestro Cantù    |
| Rumänien         | 1          | Dinamo Bukarest                 |
| Sowjetunion      | 1          | ZSKA Moskau                     |
| Spanien          | 1          | Real Madrid                     |
| Tschechoslowakei | 1          | TJ Spartak-Zbrojovka Brünn      |
| Türkei           | 1          | Technische Universität Istanbul |
| Ungarn           | 1          | Honvéd Budapest                 |

## Achtelfinale
|                                 | Gesamt  |                              | Hinspiel | Rückspiel   |
| ------------------------------- | ------- | ---------------------------- | -------- | ----------- |
| Vorwärts Leipzig                | 126:141 | ZSKA Moskau                  | 54:66    | 72:75       |
| AEK Athen                       | 127:134 | Akademik Sofia               | 73:58    | 54:76       |
| MTV Gießen                      | 152:199 | Real Madrid                  | 81:97    | 71:102      |
| KS Partizani Tirana             | 136:163 | Oransoda Pallacanestro Cantù | 73:73    | 63:90       |
| Dinamo Bukarest                 | 169:181 | TJ Spartak ZJŠ Brünn         | 100:85   | 69:96       |
| Honvéd Budapest                 | 146:163 | Standard Lüttich BC          | 70:55    | 76:108      |
| ASVEL Lyon                      | 141:142 | KK Zadar                     | 74:54    | 67:88 n. V. |
| Technische Universität Istanbul | 142:151 | Maccabi Tel Aviv             | 83:79    | 59:72       |

## Gruppenphase (Top 8)
Die Sieger der Spielpaarungen in der Gruppenphase wurden in Hin- und Rückspiel ermittelt. Entscheidend war das Gesamtergebnis beider Spiele. Wer dies für sich entschied, bekam den Sieg gutgeschrieben.
Bei Punktgleichheit zweier oder dreier Teams entschied nicht das Korbverhältnis, sondern der direkte Vergleich untereinander.

### Gruppe A
| Team              | Sp | S | N | P+  | P-  |
| ----------------- | -- | - | - | --- | --- |
| 1. Real Madrid    | 3  | 3 | 0 | 488 | 460 |
| 2. ZSKA Moskau    | 3  | 2 | 1 | 471 | 416 |
| 3. KK Zadar       | 3  | 1 | 2 | 465 | 465 |
| 4. Akademik Sofia | 3  | 0 | 3 | 455 | 538 |

### Gruppe B
| Team                        | Sp | S | N | P+  | P-  |
| --------------------------- | -- | - | - | --- | --- |
| 1. TJ Spartak ZJŠ Brünn     | 3  | 3 | 0 | 502 | 457 |
| 2. Standard Lüttich BC      | 3  | 2 | 1 | 488 | 508 |
| 3. Oransoda Pallacan. Cantù | 3  | 1 | 2 | 426 | 407 |
| 4. Maccabi Tel Aviv         | 3  | 0 | 3 | 403 | 447 |

## Halbfinale
|             | Gesamt  |                      | Hinspiel | Rückspiel |
| ----------- | ------- | -------------------- | -------- | --------- |
| Real Madrid | 193:153 | Standard Lüttich BC  | 84:64    | 109:89    |
| ZSKA Moskau | 184:158 | TJ Spartak ZJŠ Brünn | 101:66   | 83:92     |

## Finale
Das Endspiel fand im Palau Municipal d’Esports de Barcelona in Barcelona statt.
|             | Ergebnis     |             |
| ----------- | ------------ | ----------- |
| ZSKA Moskau | 103:99 n. V. | Real Madrid |

- Final-Topscorer:  Wladimir Andrejew (ZSKA Moskau): 37 Punkte